# Фурій Діонісій Філокал
Фурій Діонісій Філокал (лат. Philocalus) — римський каліграф, гравер і художник IV століття.

## Життєпис
Йому приписують винайдення монументального маюскульного письма у латинському письмі. Він укладав тексти «Epigrammata Damasiana». У епітафії присвяченій мученику Євсевію записаний як пошанувальник папи Дамасія. З цього випливає що Філокал був значною персоною і навіть можливо християнським аристократом. Твір написано своєрідним стилем, що отримав назву «філокалове письмо». Характеризується тонкими та хвилястими орнаментальними зарубками. Стиль Філокала поєднує тонкі горизонтальні штрихи з вертикальними, більш товстими, що йдуть в напрямку вниз, а тонкі — в висхідному напрямку.
Однією з перших та найвідоміших його робіт був Хронограф 354 року, який він зробив для багатого римлянина-християнина Валентина. Хронограф є єдиною роботою з IV століття, що збереглася до наших днів і відомий своїми ілюстраціями. Останню автор спочатку малював, а потім вирізав. Зберіглося близько 30 оригінальних ілюстрацій